# Vindecarea soacrei lui Petru

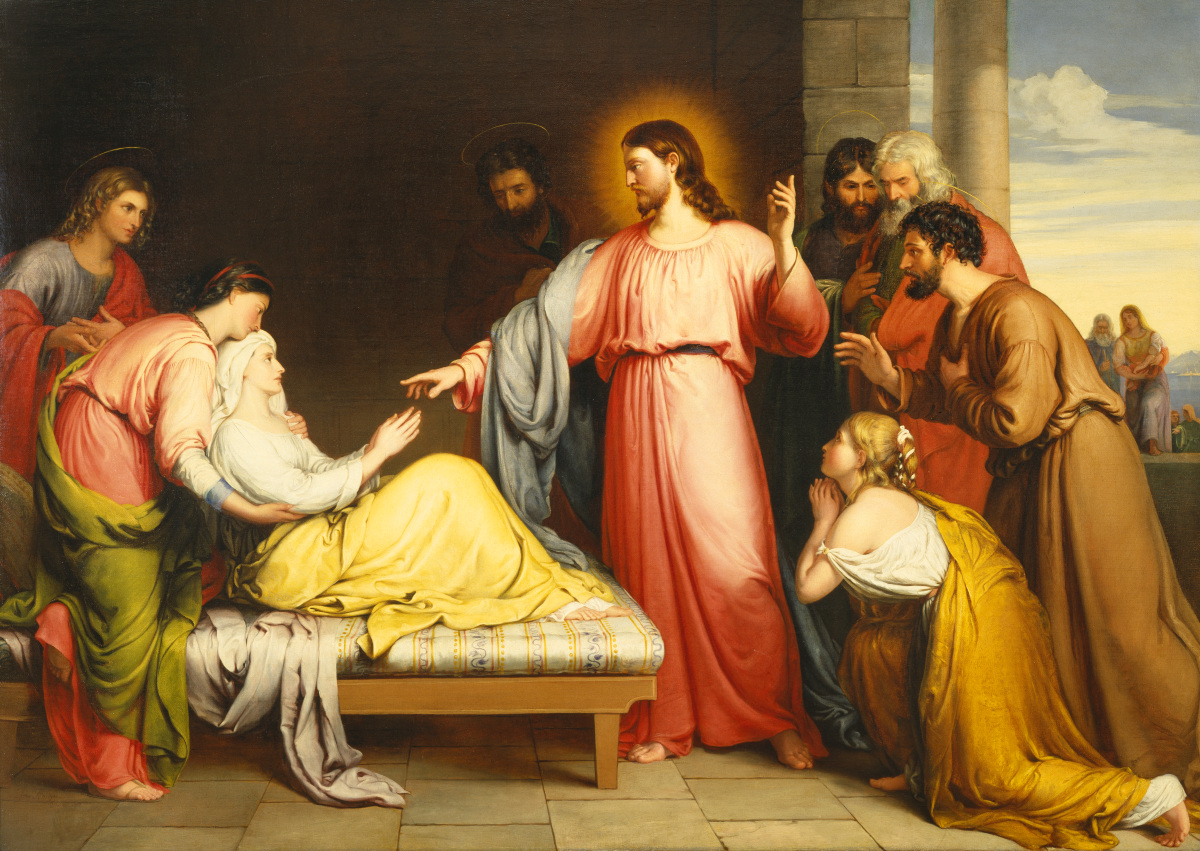
Vindecarea soacrei lui Petru de John Bridges, sec. al XIX-lea.

Vindecarea soacrei lui Petru este una din minunile lui Iisus, consemnată în Evanghelia după Matei (8:14-15), în cea după Marcu (1:29-31) și în cea după Luca (4:38-39).
După evanghelii, Iisus a ieșit din sinagogă și a mers la casa Apostolului Petru. Acolo a văzut-o pe soacra acestuia zăcând în pat, cuprinsă de friguri. La rugămintea însoțitorilor săi, Iisus i-a atins mâna și frigurile i-au trecut, iar femeia a început să-i servească.
După aceasta, Evangheliile consemnează că la apusul soarelui, oamenii i-au adus la Iisus pe toți cei care aveau felurite boli sau erau posedați de demoni, și punându-și mâinile pe fiecare dintre ei, Iisus îi vindeca și scotea demonii afară din ei. (Matei 8:16-18)